# Première bataille de Mesilla
Guerre de Sécession
Batailles
Combats dans l'Arizona confédéré
- Mesilla (1re)
- Tubac
- Cooke's Canyon
- Florida Mountains
- Gallinas Mountains
- Placito
- Pinos Altos
- Canada Alamosa
- Valverde
- Stanwix Station
- Picacho Pass
- Dragoon Springs (1re)
- Dragoon Springs (2e)
- Tucson
- Mesilla (2e)
- Apache Pass
- La Paz

La première bataille de Mesilla s'est déroulée le 25 juillet 1861 à Mesilla dans le territoire du Nouveau-Mexique, actuellement le comté de Doña Ana, au Nouveau-Mexique.
C'est un engagement entre les forces confédérées et celles de l'Union pendant la guerre de Sécession. La bataille aboutit à une victoire confédérée et mène directement à l'établissement officiel du territoire confédéré de l'Arizona qui comprend une partie du sud du territoire du Nouveau-Mexique. La victoire ouvre la voie à la campagne du Nouveau-Mexique confédérée qui se déroulera l'année suivante.

## Contexte
À la suite de la sécession du Texas en février 1861 et son adhésion à la Confédération, un bataillon du 2nd Texas Mounted Rifles (en) sous les ordres du lieutenant colonel John R. Baylor est envoyé pour occuper une série de forts le long de la frontière occidentale du Texas qui ont été abandonnés par l'armée de l'Union. Les ordres de Baylor donnés par le commandant du département du Texas, le colonel Earl Van Dorn, l'autorise à avancer dans le Nouveau-Mexique pour attaquer les forts de l'Union le long du Rio Grande s'il pense que la situation requiert de telles mesures. Convaincu que les forces de l'Union présentes au fort Fillmore attaqueront rapidement, Baylor décide de prendre l'initiative et lance une attaque.
Partant dans la nuit du 23 juillet 1861, Baylor arrive à Mesilla la nuit suivante, préparant une attaque surprise le lendemain matin. Néanmoins, un déserteur confédéré informe le commandant du fort, le commandant Isaac Lynde (d), des plans. Le lendemain, Baylor fait traverser le Rio Grande pour entrer dans Mesilla, sous les acclamations de la population. Une compagnie de confédérés de l'Arizona rejoint Baylor, et sont convaincus de s'enrôler dans l'armée confédérée.
Le 25 juillet 1861,à 16 heures 30, laissant un petit détachement derrière pour garder le fort, Lynde emmène 380 réguliers vers le village pour repousser Baylor. Il laisse une compagnie d'infanterie dans le fort(p4).
Le forces de l'Union sont composées de six compagnies du 7th U.S. Infantry, dont l'un agit en tant qu'artilleur et de deux compagnies de fusiliers montés(p4).

## Bataille

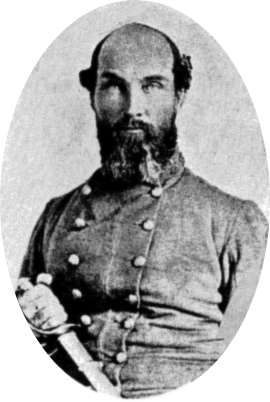
John Baylor

Lynde approche de la ville avec son détachement et demande la reddition de Baylor. Lorsque Baylor refuse, Lynde déploie ses hommes sur une ligne de bataille et ouvre le feu avec des obusiers de montagne. Il fait tirer deux obus qui sont trop courts(p4).
L'infanterie reçoit l'ordre d'avancer mais le sable dense et les champs de maïs interfèrent avec l'attaque. Pendant que l'infanterie avance, il fait aussi avancer à la main les canons(p4). Lynde ordonne alors à sa cavalerie, trois compagnies du régiment des Mounted Rifles, de charger les hommes de Baylor.
Les confédérés abattent beaucoup de soldats de l'Union pendant ce temps, ce qui désorganise l'attaque.
Les forces de l'Union subissent alors des tirs en provenance d'un des coins d'un champ de maïs et d'une maison. Le volée fait neuf victimes, deux officiers et quatre hommes du rang blessés et trois morts(p4).
L'assaut de l'Union est repoussé, et les deux camps commencent à se tirer dessus à longue distance.
À la tombée de la nuit, Lynde décide de retourner vers le fort(p4).
Lynde reforme ses troupes mais décide de retraiter vers le fort, avec les troupes confédérées et les citoyens d'Arizona à sa poursuite. Lynde perd entre trois et treize hommes tués et deux officiers et quatre hommes blessés, tandis que Baylor perd deux hommes tués et sept sérieusement blessés avec vingt chevaux abattus.

## Conséquences
Au coucher du soleil le lendemain, Baylor ordonne à son artillerie et à plus de cavalerie de venir le renforcer, pendant que le reste de ses troupes se mettent en place pour attaquer le fort le lendemain. Selon le rapport de Lynde rédigé après sa libération, il avait prévenu antérieurement que le fort ne pouvait résister à une attaque d'artillerie(p5).
Pendant la même nuit, les confédérés capturent 85 des chevaux du fort qui assuraient la majorité des moyens de transport du fort. Craignant une attaque le lendemain, Lynde abandonne le fort Fillmore après avoir détruit les munitions et le ravitaillement dans la citadelle.
Il quitte le fort à une heure du matin(p5). Il retraite vers le nord-est vers le fort Stanton derrière les Organ Mountains (en) arides via San Augustine Pass. Beaucoup de troupes de l'Union ont apparemment rempli leur gourde de whiskey médicinal au lieu d'eau, hautement recommandée pour une marche en plein été dans le désert.
Pendant la poursuite le lendemain, les confédérés parviennent à capturer une douzaine de fédéraux retardataires. Le commandement déshydraté de Lynde réduit à 100 hommes à ce moment, est submergé par les confédérés, dont une partie a utilisé une passe (connue par la suite comme la passe de Baylor) pour l'intercepter. Ils sont obligés de se rendre à San Augustine Springs le 27 juillet 1861.
Lynde accepte, sans en discuter avec les officiers du détachement de l'Union, les termes de la reddition proposés par Baylor(p8).
Les prisonniers sont libérés sur parole, et Baylor concentre son bataillon dans le fort. Il parvient à rééquiper son commandement avec des fusils Springfield capturés et avec d'autres équipements capturés.
La victoire confédérée à Mesilla conforte le désir local de sécession, qui été ratifiée par deux conventions en mars 1861. Le 1er août 1861, Baylor déclare la création d'un territoire confédéré de l'Arizona organisé, comprenant une partie du territoire du Nouveau-Mexique au sud du 34e parallèle nord. Baylor s'installe comme gouverneur militaire du nouveau territoire et déclare la loi martiale. Le succès de Baylor à Mesilla entraîne l'ambitieuse compagne du Nouveau-Mexique d'Henry Hopkins Sibley le mois de février suivant. La seconde bataille de Mesilla est une escarmouche qui s'est déroulée dans le désert près de Mesilla le 1er juin 1862 entre des rebelles de l'Arizona et la milice du Nouveau-Mexique. L'engagement se termine par une victoire de l'Union et pousse les rebelles à se retirer de Mesilla quelques jours plus tard le 7 juin 1862.
Le 25 novembre 1861, le commandant Lynde, par directive du président des États-Unis, est retiré des rangs de l'armée pour « avoir abandonné son poste - fort Fillmore, Nouveau-Mexique, le 27 juillet 1861, et s'être rendu par la suite à une force inférieure d'insurgés ». Ce retrait fait l'objet de l'ordre général no 102(p16).
Le 4 décembre 1861, la chambre des représentants des États-Unis vote une résolution demandant quelles mesures ont été prises ou sont prises à l'encontre des officiers libérés sur parole et coupable de couardise et de trahison(p16).